# 86.ª Divisão de Infantaria (Alemanha)
A 86ª Divisão de Infantaria (em alemão:86. Infanterie-Division) foi uma unidade militar que serviu no Exército alemão durante a Segunda Guerra Mundial.

## Comandantes
| Comandante                              | Data                                         |
| --------------------------------------- | -------------------------------------------- |
| General der Infanterie Joachim Witthöft | 1 de setembro de 1939 - 1 de janeiro de 1942 |
| General der Artillerie Helmuth Weidling | 1 de janeiro de 1942 - 15 de outubro de 1943 |

## Área de operações
| Frente Ocidental               | setembro de 1939 - maio de 1940  |
| França                         | maio de 1940 - junho de 1941     |
| Frente Oriental, setor central | junho de 1941 - novembro de 1943 |